# Open Nederlandse kampioenschappen kortebaanzwemmen 2012
De Open Nederlandse kampioenschappen kortebaanzwemmen 2012 werden, na een onderbreking van een jaar, van 26 tot en met 28 oktober 2012 gehouden in het Sloterparkbad in Amsterdam. Het toernooi deed tevens dienst als kwalificatiewedstrijd voor de Europese kampioenschappen kortebaanzwemmen 2012 in Chartres en de wereldkampioenschappen kortebaanzwemmen 2012 in Istanboel.

## Wedstrijdschema
Hieronder het geplande tijdschema van de wedstrijd, alle aangegeven tijdstippen zijn Midden-Europese Tijd.
| Vrijdag 26/10 | Zaterdag 27/10 | Zondag 28/10 |
| --- | --- | --- |
| Series - vanaf 9:00 uur | | |
| 400 m vrij mannen 400 m vrij vrouwen 200 m rug mannen 200 m rug vrouwen 100 m school mannen 100 m school vrouwen 200 m vlinder mannen 200 m vlinder vrouwen 50 m vrij mannen 50 m vrij vrouwen 200 m wissel mannen 200 m wissel vrouwen 4×200 m vrij mannen 4×100 m vrij vrouwen | 100 m vlinder vrouwen 100 m vlinder mannen 200 m school vrouwen 200 m school mannen 50 m rug vrouwen 50 m rug mannen 400 m wissel mannen 200 m vrij vrouwen 200 m vrij mannen 800 m vrij vrouwen 4×100 m wissel vrouwen 4×100 m vrije mannen | 100 m vrij mannen 100 m vrij vrouwen 100 m rug mannen 100 m rug vrouwen 50 m school mannen 50 m school vrouwen 400 m wissel vrouwen 50 m vlinder mannen 50 m vlinder vrouwen 1500 m vrij mannen 4×100 m wissel mannen 4×200 m vrij vrouwen |
| Finales - vanaf 16:30 uur | | |
| 400 m vrij mannen 400 m vrij vrouwen 200 m rug mannen 200 m rug vrouwen 100 m school mannen 100 m school vrouwen 200 m vlinder mannen 200 m vlinder vrouwen 50 m vrij mannen 50 m vrij vrouwen 200 m wissel mannen 200 m wissel vrouwen 4×200 m vrij mannen 4×100 m vrij vrouwen | 100 m vlinder vrouwen 100 m vlinder mannen 200 m school vrouwen 200 m school mannen 50 m rug vrouwen 50 m rug mannen 400 m wissel mannen 200 m vrij vrouwen 200 m vrij mannen 800 m vrij vrouwen 4×100 m wissel vrouwen 4×100 m vrije mannen | 100 m vrij mannen 100 m vrij vrouwen 100 m rug mannen 100 m rug vrouwen 50 m school mannen 50 m school vrouwen 400 m wissel vrouwen 50 m vlinder mannen 50 m vlinder vrouwen 1500 m vrij mannen 4×100 m wissel mannen 4×200 m vrij vrouwen |

## Medailles
Legenda
- WR = Wereldrecord
- ER = Europees record
- NR = Nederlands record

### Mannen
| Onderdeel            | Goud                                                                               | Goud     | Zilver                                                                  | Zilver          | Brons                                                                             | Brons    |
| -------------------- | ---------------------------------------------------------------------------------- | -------- | ----------------------------------------------------------------------- | --------------- | --------------------------------------------------------------------------------- | -------- |
| Vrije slag           |                                                                                    |          |                                                                         |                 |                                                                                   |          |
| 50 m                 | Jasper van Mierlo Eiffel Swimmers PSV                                              | 21,68 CR | Joost Reijns NZA                                                        | 22,30           | Jeroen Baars MNC Dordrecht                                                        | 22,41    |
| 100 m                | Joost Reijns NZA                                                                   | 48,74    | Jasper van Mierlo Eiffel Swimmers PSV                                   | 49,00           | Dion Dreesens Eiffel Swimmers PSV                                                 | 49,49    |
| 200 m                | Dion Dreesens Eiffel Swimmers PSV                                                  | 01.46,18 | Kyle Stolk Eiffel Swimmers PSV                                          | 01.46,66        | Joost Reijns NZA                                                                  | 01.46,67 |
| 400 m                | Dion Dreesens Eiffel Swimmers PSV                                                  | 03.46,77 | Maarten Brzoskowski Eiffel Swimmers PSV                                 | 03.50,31        | Joeri Verlinden NZA                                                               | 03.51,72 |
| 1500 m               | Maarten Brzoskowski Eiffel Swimmers PSV                                            | 15.20,66 | Davy Verreussel HGN (SG)                                                | 15.43,06        | Vincent Moolhuijsen Oceanus                                                       | 16.21,17 |
| Rugslag              |                                                                                    |          |                                                                         |                 |                                                                                   |          |
| 50 m                 | Jurjen Willemsen Eiffel Swimmers PSV                                               | 24,67    | Jesse Puts Zwemlust-den Hommel                                          | 25,65           | Sverre Eschweiler TriVia                                                          | 25,97    |
| 100 m                | Jurjen Willemsen Eiffel Swimmers PSV                                               | 53,22    | Sverre Eschweiler TriVia                                                | 55,46           | Laurent Bams ZC Eijsden                                                           | 56,69    |
| 200 m                | Jurjen Willemsen Eiffel Swimmers PSV                                               | 01.58,65 | Jos de Graaf Eiffel Swimmers PSV                                        | 01.59,73        | Ensger Kotterink Albion                                                           | 02.02,30 |
| Schoolslag           |                                                                                    |          |                                                                         |                 |                                                                                   |          |
| 50 m                 | Bram Dekker Eiffel Swimmers PSV Timon Evenhuis De Dolfijn                          | 27,33    | Niet uitgereikt                                                         | Niet uitgereikt | Roy Smeenge NZA                                                                   | 28,44    |
| 100 m                | Bram Dekker Eiffel Swimmers PSV                                                    | 59,43    | Sébas van Lith RTC Drachten                                             | 59,84           | Timon Evenhuis De Dolfijn                                                         | 59,95    |
| 200 m                | Sébas van Lith RTC Drachten                                                        | 02.11,00 | Stefan Hazeleger RTC Drachten                                           | 02.13,90        | Mateusz Kobus One Team Swimming                                                   | 02.14,68 |
| Vlinderslag          |                                                                                    |          |                                                                         |                 |                                                                                   |          |
| 50 m                 | Joeri Verlinden NZA                                                                | 23,66    | Mike Marissen RTC Drachten                                              | 23,97           | Jeroen Baars MNC Dordrecht                                                        | 24,34    |
| 100 m                | Joeri Verlinden NZA                                                                | 51,85    | Mike Marissen RTC Drachten                                              | 52,98           | Jens Bakker NZA                                                                   | 53,87    |
| 200 m                | Joeri Verlinden NZA                                                                | 01.58,47 | Fabian Beimin AZ&PC                                                     | 01.58,59        | Lars Schoffelmeer ZVVS                                                            | 02.07,58 |
| Wisselslag           |                                                                                    |          |                                                                         |                 |                                                                                   |          |
| 200 m                | Sébas van Lith RTC Drachten                                                        | 01.58,12 | Mike Marissen RTC Drachten                                              | 01.58,62        | Kyle Stolk Eiffel Swimmers PSV                                                    | 02.00,14 |
| 400 m                | Lucas Greven Eiffel Swimmers PSV                                                   | 04.20,20 | Sébas van Lith RTC Drachten                                             | 04.26,35        | Ruben Klinkers Eiffel Swimmers PSV                                                | 04.27,17 |
| Vrije slag estafette |                                                                                    |          |                                                                         |                 |                                                                                   |          |
| 4×100 m              | Eiffel Swimmers PSV 1 Geert Lantink Jurjen Willemsen Steven Nonnekes Dion Dreesens | 03.17,96 | De Dolfijn 1 Thom de Boer Stanley Vleerlaag Jens Bakker Timon Evenhuis  | 03.23,28        | Eiffel Swimmers PSV 2 Kyle Stolk Stan Pijnenburg Lucas Greven Maarten Brzoskowski | 03.25,89 |
| 4×200 m              | Eiffel Swimmers PSV 1 Lucas Greven Stan Pijnenburg Kyle Stolk Maarten Brzoskowski  | 07.29,20 | AZ&PC 1 Fabian Beimin Jeroen van den Bos Arjan Hanse Jordan Kraaijenhof | 07.42,67        | De Dolfijn 1 Oliver Brache Lars Haarsma Stanley Vleerlaag Ruben Dekker            | 07.52,88 |
| Wisselslagestafette  |                                                                                    |          |                                                                         |                 |                                                                                   |          |
| 4×100 m              | Eiffel Swimmers PSV 1 Jurjen Willemsen Bram Dekker Tim van Deutekom Geert Lantink  | 03.36,23 | De Dolfijn 1 Ruben Dekker Timon Evenhuis Joeri Verlinden Joost Reijns   | 03.37,24        | AZ&PC 1 Daniël Buijs Jordan Kraaijenhof Fabian Beimin Kingue Struijf              | 03.44,56 |

### Vrouwen
| Onderdeel            | Goud                                                                                        | Goud       | Zilver                                                                               | Zilver  | Brons                                                                               | Brons   |
| -------------------- | ------------------------------------------------------------------------------------------- | ---------- | ------------------------------------------------------------------------------------ | ------- | ----------------------------------------------------------------------------------- | ------- |
| Vrije slag           |                                                                                             |            |                                                                                      |         |                                                                                     |         |
| 50 m                 | Maud van der Meer Eiffel Swimmers PSV                                                       | 24,77      | Tamara van Vliet NZA                                                                 | 24,98   | Ilse Kraaijeveld ZV Orca                                                            | 25,07   |
| 100 m                | Maud van der Meer Eiffel Swimmers PSV                                                       | 53,71      | Saskia de Jonge RTC Drachten                                                         | 54,11   | Ilse Kraaijeveld ZV Orca                                                            | 54,34   |
| 200 m                | Elise Bouwens NZA                                                                           | 1.56,46    | Rieneke Terink Eiffel Swimmers PSV                                                   | 1.56,76 | Sharon van Rouwendaal Eiffel Swimmers PSV                                           | 1.58,05 |
| 400 m                | Rieneke Terink Eiffel Swimmers PSV                                                          | 4.04,64    | Esmee Vermeulen NZA                                                                  | 4.14,27 | Leonie van Noort De Zijl/LGB                                                        | 4.15,95 |
| 800 m                | Esmee Vermeulen NZA                                                                         | 8.43,64    | Leonie van Noort De Zijl/LGB                                                         | 8.43,73 | Marion van den Berg DWK                                                             | 8.49,00 |
| Rugslag              |                                                                                             |            |                                                                                      |         |                                                                                     |         |
| 50 m                 | Kira Toussaint Eiffel Swimmers PSV                                                          | 27,09 CR   | Maaike de Waard Eiffel Swimmers PSV                                                  | 27,84   | Esmee Bos RTC Drachten                                                              | 28,85   |
| 100 m                | Kira Toussaint Eiffel Swimmers PSV                                                          | 58,36      | Sharon van Rouwendaal Eiffel Swimmers PSV                                            | 59,24   | Wendy van der Zanden Eiffel Swimmers PSV                                            | 1.01,03 |
| 200 m                | Sharon van Rouwendaal Eiffel Swimmers PSV                                                   | 2.05,77 CR | Annemarie Worst NZA                                                                  | 2.10,81 | Robin Neumann NZA                                                                   | 2.14,84 |
| Schoolslag           |                                                                                             |            |                                                                                      |         |                                                                                     |         |
| 50 m                 | Anouk Elzerman NZA                                                                          | 31,14      | Lotte Goosen MNC Dordrecht                                                           | 32,23   | Tessa Brouwer NZA                                                                   | 32,28   |
| 100 m                | Anouk Elzerman NZA                                                                          | 1.07,89    | Tessa Brouwer NZA                                                                    | 1.08,63 | Lieke Verouden Racing Club                                                          | 1.11,99 |
| 200 m                | Tessa Brouwer NZA                                                                           | 2.29,37    | Kristel Doreleijers Eiffel Swimmers PSV                                              | 2.32,89 | Lieke Verouden Racing Club                                                          | 2.34,03 |
| Vlinderslag          |                                                                                             |            |                                                                                      |         |                                                                                     |         |
| 50 m                 | Kelly de Jong Eiffel Swimmers PSV                                                           | 26,62      | Maaike de Waard Eiffel Swimmers PSV                                                  | 26,86   | Tamara van Vliet NZA                                                                | 26,97   |
| 100 m                | Sharon van Rouwendaal Eiffel Swimmers PSV                                                   | 59,76      | Kelly de Jong Eiffel Swimmers PSV                                                    | 1.00,13 | Parand Zarekiani De Dolfijn                                                         | 1.00,77 |
| 200 m                | Sharon van Rouwendaal Eiffel Swimmers PSV                                                   | 2.13,68    | Malissa van de Heuvel Eiffel Swimmers PSV                                            | 2.19,54 | Linda Kamperman Aquarijn                                                            | 2.24,05 |
| Wisselslag           |                                                                                             |            |                                                                                      |         |                                                                                     |         |
| 200 m                | Wendy van der Zanden Eiffel Swimmers PSV                                                    | 2.12,87    | Esmee Bos RTC Drachten                                                               | 2.15,25 | Marjolein Delno Eiffel Swimmers PSV                                                 | 2.16,86 |
| 400 m                | Rieneke Terink Eiffel Swimmers PSV                                                          | 4.41,20    | Marjolein Delno Eiffel Swimmers PSV                                                  | 4.47,89 | Cynthia Verkaik NZA                                                                 | 4.53,63 |
| Vrije slag estafette |                                                                                             |            |                                                                                      |         |                                                                                     |         |
| 4×100 m              | Eiffel Swimmers PSV 1 Andrea Kneppers Wendy van der Zanden Denise van Ark Manon Minneboo    | 3.42,61    | Eiffel Swimmers PSV 2 Judith Stap Marjolein Delno Kelly de Jong Clarissa van Rheenen | 3.44,59 | AZ&PC 1 Rachelle Visser Laura Moolenaar Milou Schraverus Ilse van Hoorn             | 3.50,79 |
| 4×200 m              | Eiffel Swimmers PSV 1 Rieneke Terink Denise van Ark Marjolein Delno Judith Stap             | 8.02,29    | De Dolfijn 1 Lona Kroese Willemijn Knot Sanne Bommer Rosa Veerman                    | 8.19,77 | AZ&PC 1 Ilse van Hoorn Milou Schraverus Esmee Bos Rachelle Visser                   | 8.25,44 |
| Wisselslagestafette  |                                                                                             |            |                                                                                      |         |                                                                                     |         |
| 4×100 m              | Eiffel Swimmers PSV 1 Kira Toussaint Kristel Doreleijers Kelly de Jong Clarissa van Rheenen | 4.04,80    | De Dolfijn 1 Mirthe Lanfermeijer Anouk Elzerman Parand Zarekiani Lona Kroese         | 4.10,04 | Eiffel Swimmers PSV 1 Wendy van der Zanden Manon Minneboo Merle Verkijk Judith Stap | 4.14,77 |